# コルネリス・ヤコブスゾーン・デルフ
コルネリス・ヤコブスゾーン・デルフ（Cornelis Jacobsz. Delff、1570年ころ - 1643年）はオランダの画家である。主に静物画を描いた。

## 略歴
肖像画を得意とする画家、ヤコブ・ウィレムスゾーン・デルフ（c.1550-c.1601年）の長男に生まれた。2人の弟も画家、版画家になった。父親から絵を学んだが、ハールレムの画家、コルネリス・ファン・ハールレムに学んだともされる。
ピーテル・アールツェン（c.1508-1575）やヨアヒム・ブーケラール（Joachim Beuckelaer: 1530-1575）といった画家が描き始めた、食材を売る市場の情景や、厨房の光景など、人物と静物を組み合わせたスタイルの作品を経て、純粋な静物画を描くようになった。1613年にデルフトの聖ルカ組合の会員になった。
残された作品から、銅や真ちゅうなどの金属食器を描くのを好み、金属食器の表面が部屋の窓からの光を反射するのを描いた。魚や鳥、果物がで、暗い色調を背景にして多く描かれた。

コルネリス・ヤコブスゾーン・デルフの弟子とされる画家にはヒリス・ヒスゾーン・デ・ベルフ（Gillis Gillisz. de Bergh: 1600-1669）がいる。

## 作品

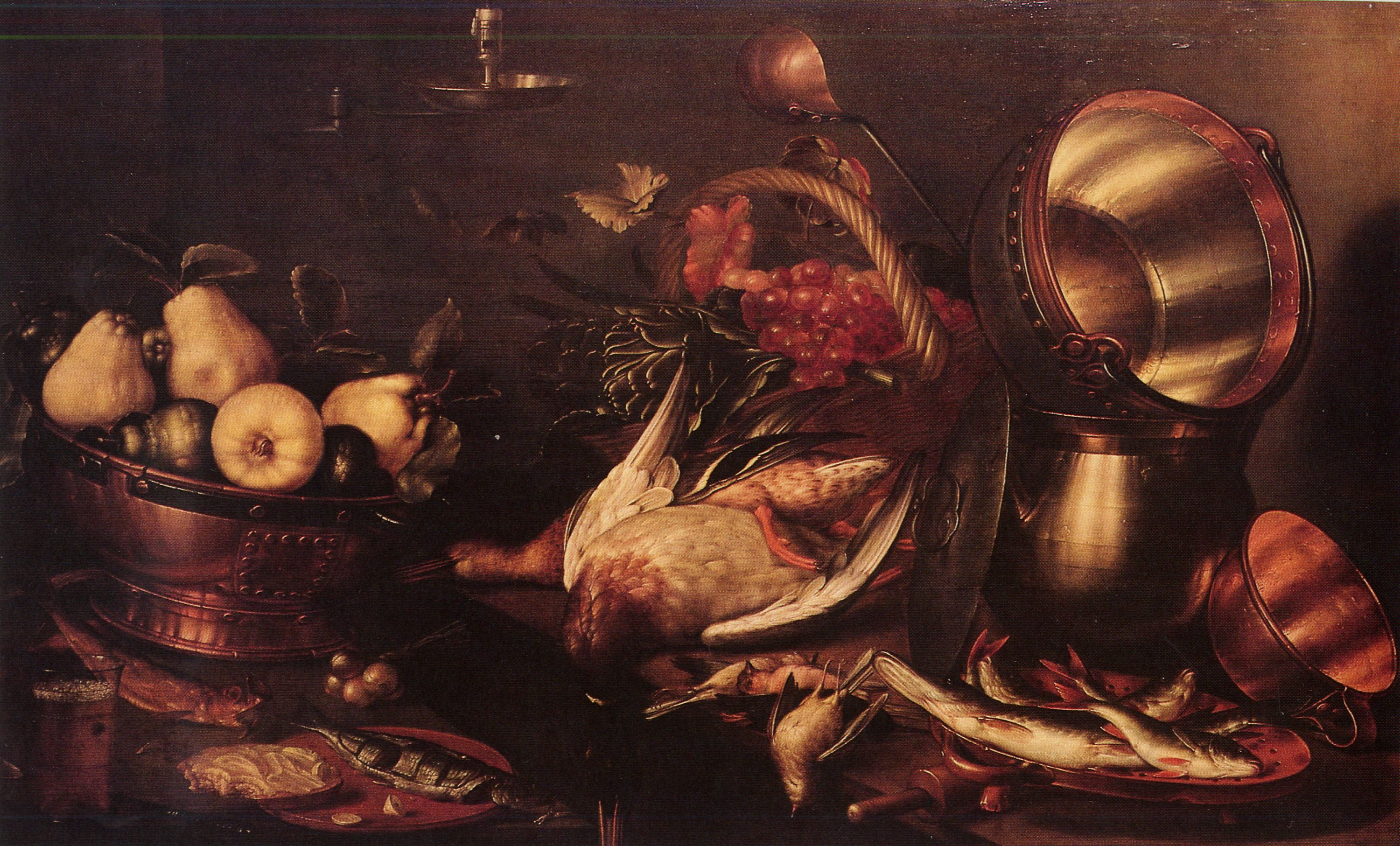
「厨房」（1610/1620） ストラスブール美術館 蔵
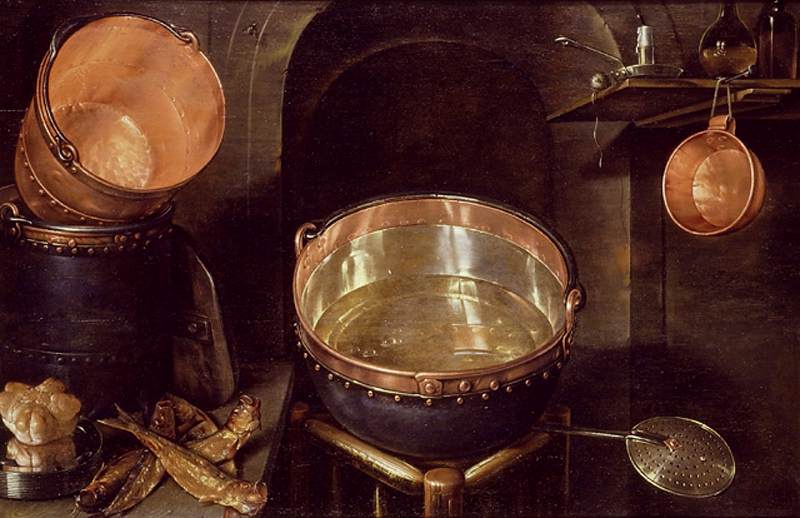
台所の道具を描いた静物画
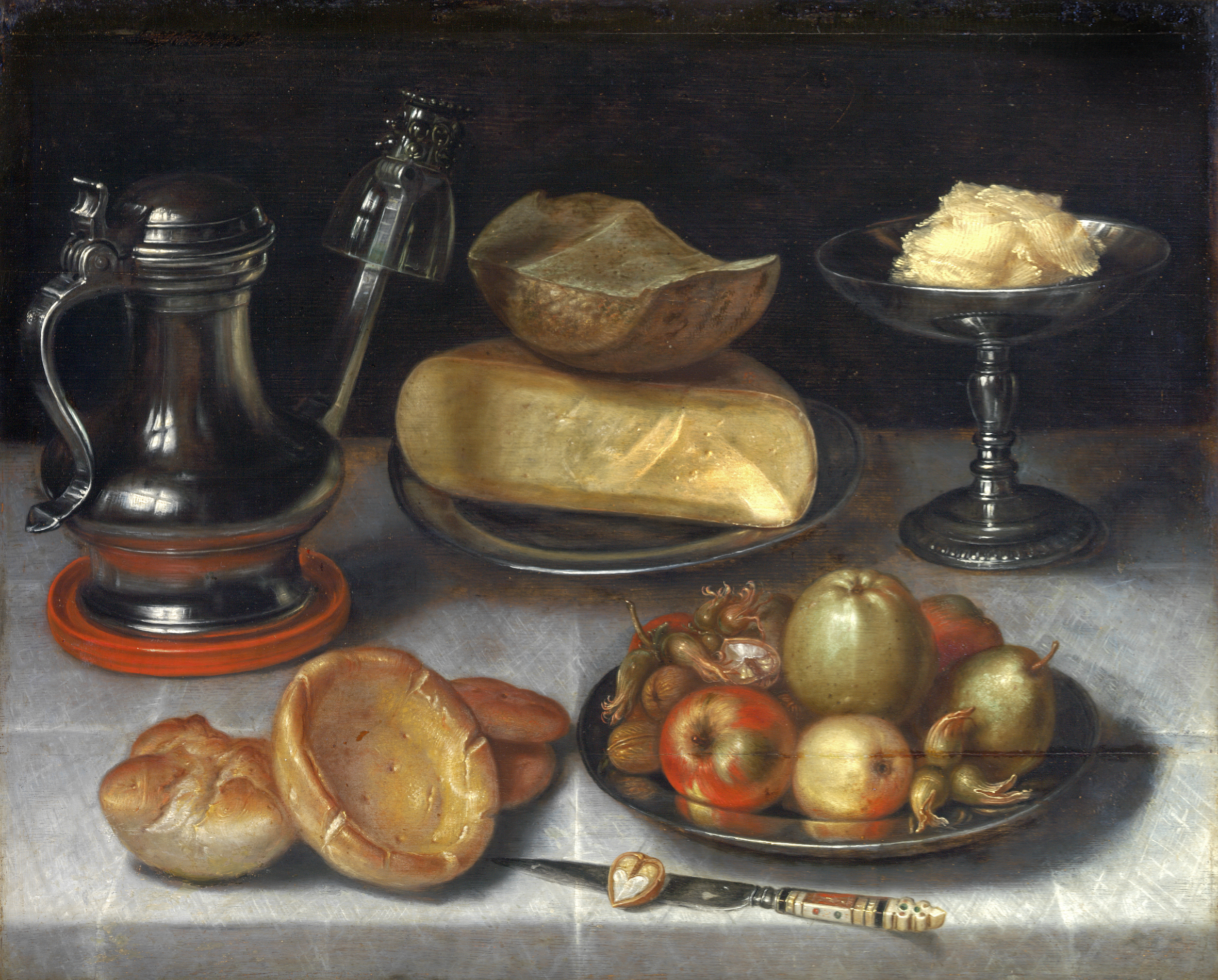
パンとチーズや果物のある静物画